# Heterogamasus claviger
Heterogamasus claviger är en spindeldjursart som beskrevs av Trägårdh 1907. Heterogamasus claviger ingår i släktet Heterogamasus och familjen Ologamasidae. Inga underarter finns listade i Catalogue of Life.